# Cabomba
Genre
Classification phylogénétique

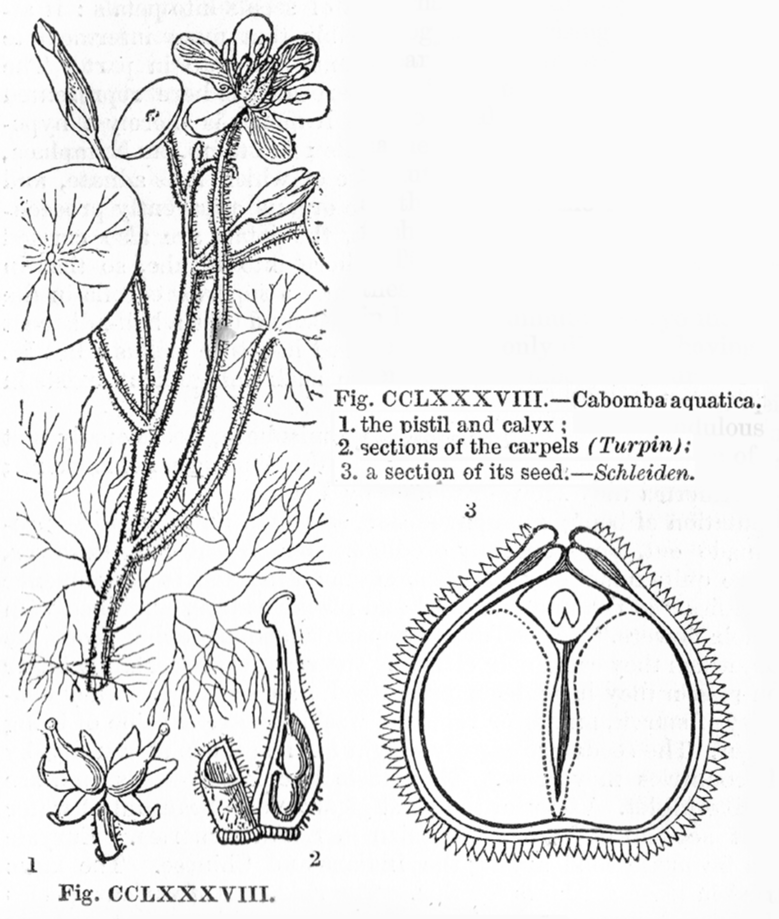
Cabomba aquatica.

Cabomba est un genre de plantes à fleurs de la famille des Cabombaceae. C'est une plante aquatique originaire d'Amérique tropicale. Très répandue chez les aquariophiles pour son feuillage se divisant en fins segments (500 par feuille chez certaines espèces), elle peut également servir de refuge aux alevins.

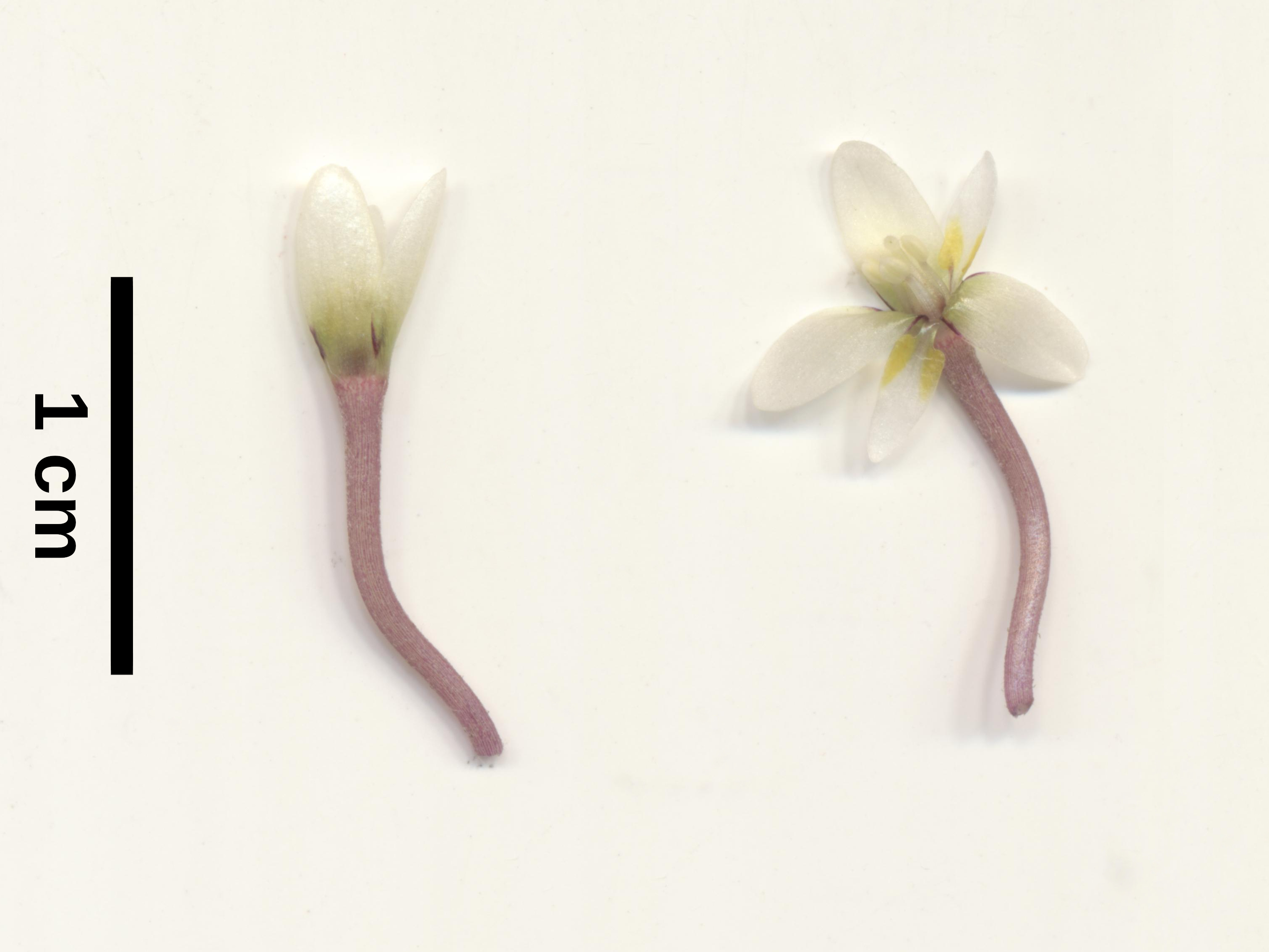
Fleur de Cabomba palaeformis avec barre d'échelle (1 cm)

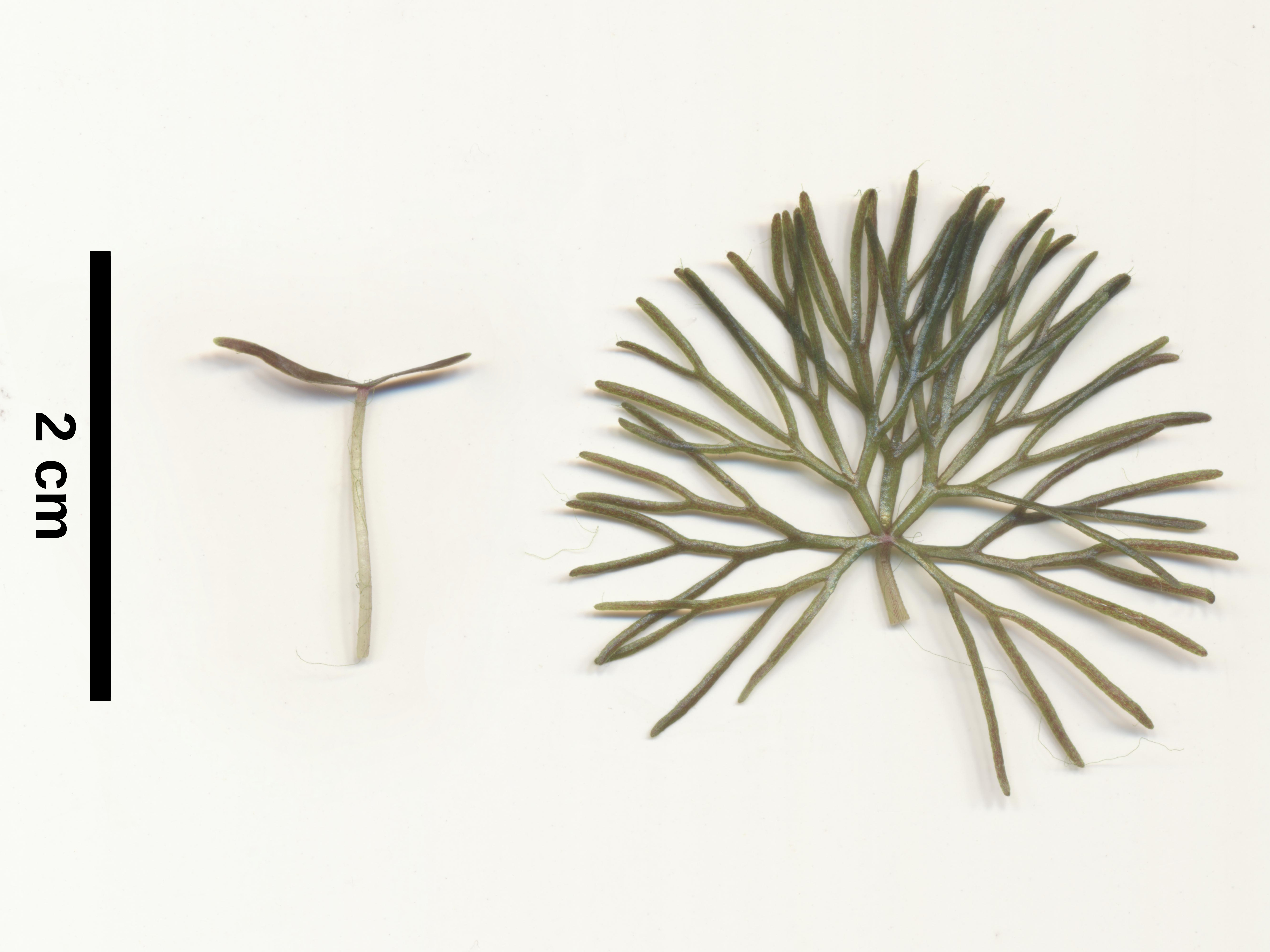
Feuilles flottantes (à gauche) et immergées (à droite) de Cabomba palaeformis avec barre d'échelle (2 cm)

## Liste d'espèces
- Cabomba aquatica Aubl.
- Cabomba caroliniana Gray
- Cabomba furcata J.A.Schultes & J.H.Schultes
- Cabomba haynesii Wiersema
- Cabomba palaeformis Fassett  (cabomba du Méxique)

## Conseils aux aquariophiles
Plantes sans problèmes nécessitant un éclairage intensif et supportant des températures comprises entre 22 et 28 °C. Il est préférable de les planter en groupe. Tout à fait adaptées aux aquariums peuplés de petits poissons. Veillez cependant à ne pas négliger les apports en engrais et CO2. Ne pas planter dans un aquarium avec des poissons phytophages comme les Cichlidae et autres.
La plante a tendance à regrouper certains déchets sur ses feuilles. On peut donc la placer à la sortie du filtre pour éviter ce phénomène.
Par ailleurs, les espèces de Cabomba sont généralement vendues coupées à la base en animalerie ou jardinerie (rayon aquatique). Avec un sol bien entretenu et un éclairage suffisant (voir ci-dessus), l'unique "tige" donne naissance à de nouvelles racines à sa base et l'on obtient très vite un pied entier de Cabomba (ne négligez pas d'espacer de quelques centimètres les différents pieds). Ne paniquez donc pas si vous vous rendez compte que vous n'avez pas acheté un pied entier mais plusieurs tiges de Cabomba, le résultat est très rentable.

## Multiplication
La multiplication des Cabomba est aisée. En effet, une tige coupée porte rapidement quelques racines et l'on peut donc vite produire de nouveaux plants.
Une plante fixée horizontalement sur le sol fait des rejets au niveau de chaque feuille.

## Une espèce exotique envahissante en France
Le caractère peu exigeant de cette plante, et sa forte capacité de repousse à partir de boutures fait que cette espèce est classée parmi les espèces exotiques envahissantes par la Fédération des Conservatoires Botaniques Nationaux. En effet, apparue dans les cours d'eau français à partir de 2005, elle est aujourd'hui présente en Côte d'Or et en Haute-Garonne, et est connue pour occasionner des dégâts sur les écosystèmes aquatiques indigènes. Des évaluations en Australie ont également fait état de problèmes occasionnés par cette espèce sur le trafic fluvial ainsi que sur la qualité de l'eau potable. Cette espèce est d'autant plus problématique que son éradication est difficile, le moyen principal de lutte contre elle étant d'éviter que de nouveaux cours d'eau ne soient colonisés, en prenant garde à ne pas rejeter de débris végétaux avec les eaux d'aquarium à proximité de points d'eau.